# 133 هـ
133 هـ هي سنة في التقويم الهجري امتدت مقابلةً في التقويم الميلادي بين سنتي 750 و751.

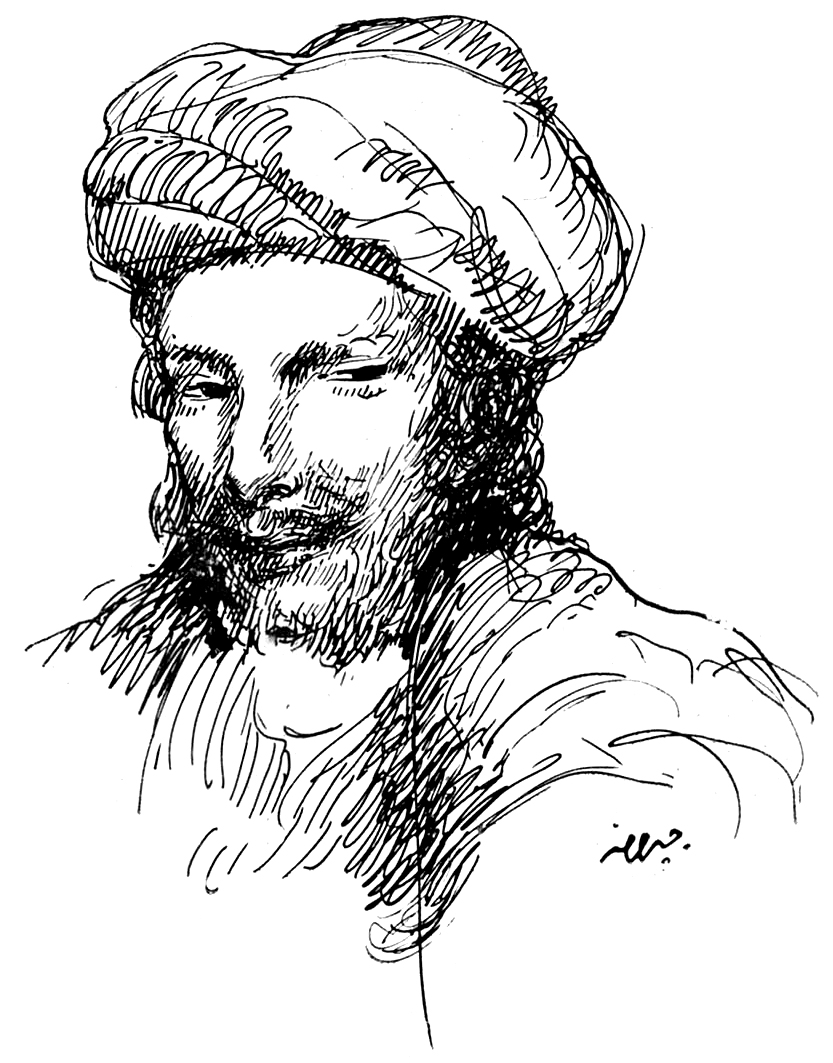
أبو نواس

## مواليد
- أبو داود الطيالسي
- عبد الجليل الحافظ
- أبو الوليد الطيالسي
- أبو نواس

## وفيات
- داوود بن علي العباسي
- ربيعة بن أبي عبد الرحمن
- شريك المهري